# Bacopa paraguariensis
Bacopa paraguariensis là một loài thực vật có hoa trong họ Mã đề. Loài này được (S.Moore) Hassl. mô tả khoa học đầu tiên năm 1917.